# Wim Bax
Wim Bax (Emmeloord, 9 december 1971) is een Nederlands acteur en scenarioschrijver, die van 1998 tot 2000 en in 2003 de rol van Serge van Mieghem speelde in de soap Onderweg naar morgen.
Bax volgde de havo in Holten (De Waerdenborch) en hield zich daarna een jaar bezig met creatieve therapie. Vervolgens ging hij naar de Theaterschool Eindhoven, die hij met goed gevolg afrondde. Bax kreeg een rol in de jeugdserie De Legende van de Bokkerijders en speelde verder in onder meer Twaalf steden, dertien ongelukken, Oppassen!!!, Westenwind en Rozengeur & Wodka Lime.
Naast acteur is Wim Bax actief als scenarioschrijver. Zijn eerste script dat in productie is genomen was een korte film, "Schat" getiteld. De regie werd verzorgd door Tamar van den Dop met in de hoofdrol Ariane Schluter. "Schat" was in 2004 de Nederlandse inzending voor een Oscar in de categorie "beste korte film". Naast scripts voor diverse bedrijfsfilms schreef hij onder andere mee aan de dagelijkse comedy Samen, uitgezonden op Talpa in 2005 en 2006 en Van Jonge Leu en Oale Groond. Hij schreef samen met Ger Apeldoorn voor Net5 de serie S1ngle, naar de gelijknamige strip van Peter de Wit en Hanco Kolk.
Vanaf 2007 was Bax te zien als Ronnie Hartveld, de oudere broer van Barry Hartveld (Tim Murck) in de jeugdserie SpangaS bij Zapp, waarbij hij ook in het schrijversteam zit.
In 2021 schreef hij een thriller, Hou het Stil, nadat er voor het verhaal als tv-scenario geen geïnteresseerden waren. Al eerder schreef hij mee aan het non-fictieboek De gebruiksaanwijzing van de man (2007).